# Human Genome Organization
La Human Genome Organization (nota come HUGO) è una organizzazione coinvolta inizialmente nel Progetto genoma umano, fondata nel 1989.
La HUGO Gene Nomenclature Committee (HGNC) è impegnata nell'assegnamento di un nome e di un codice univoco ad ogni gene umano.